# NHK

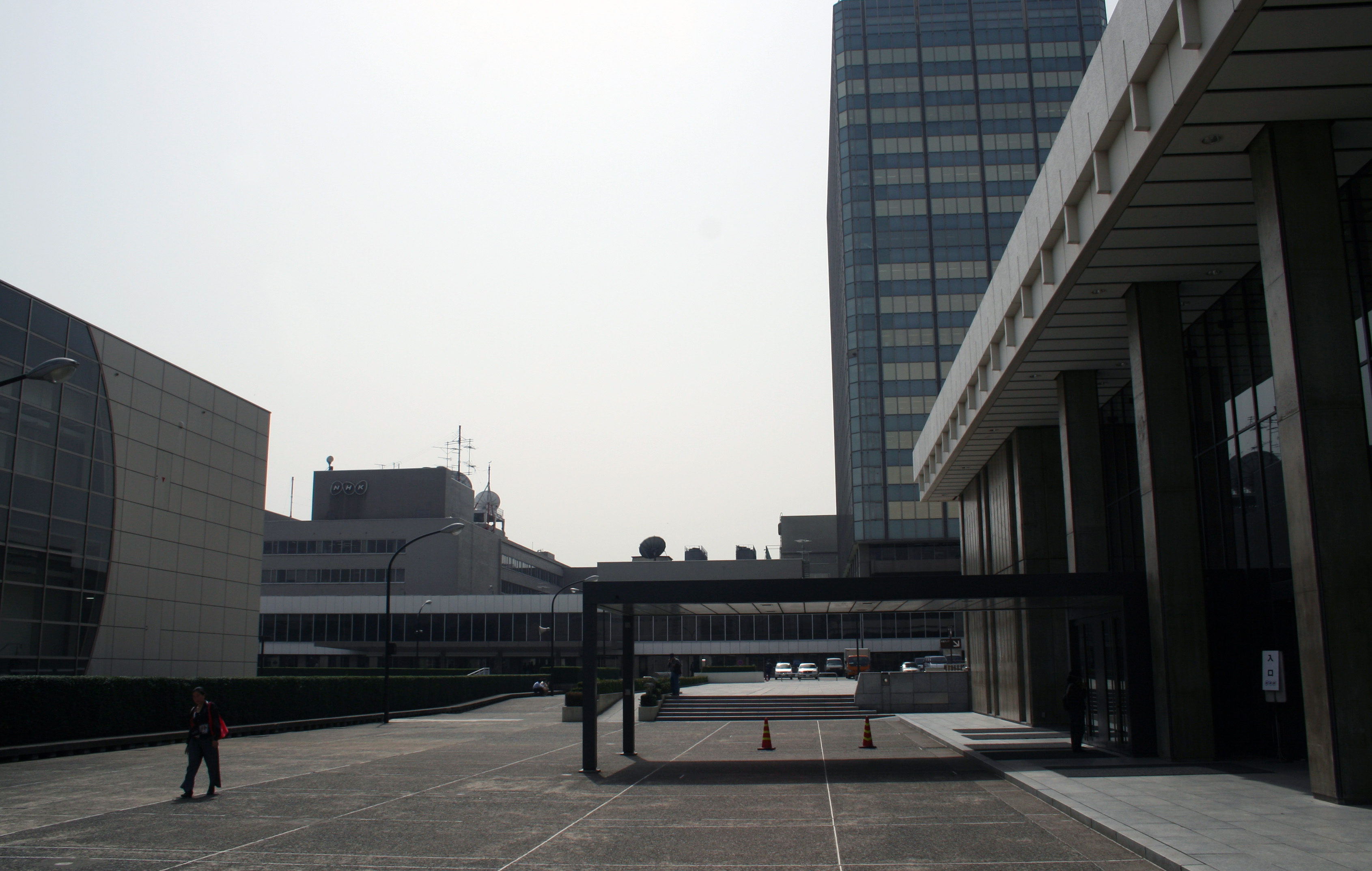
NHK Broadcasting Center à Shibuya (Tokyo).

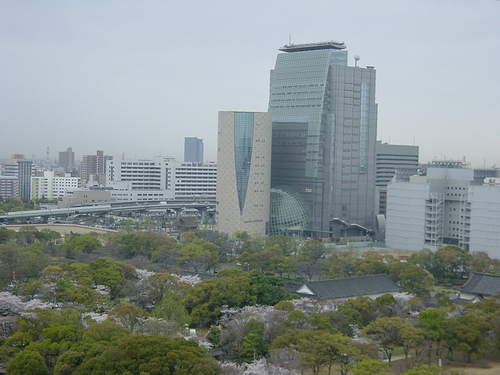
Bâtiment de la NHK à Osaka.

La NHK (日本放送協会, Nippon hōsō kyōkai, litt. « compagnie de diffusion du Japon ») est l'entreprise publique qui gère les stations de radio et de télévision du service public japonais. C'est l'unique groupe audiovisuel public japonais. Son audience moyenne est d'environ 27 % des foyers japonais, pour un temps d'écoute journalier moyen de 311 minutes.
La NHK commence à émettre en 1925 sur le modèle de la compagnie de radio BBC et fonde sa propre chaîne de télévision en 1953. La couleur arrive en 1960. 
La mascotte de la chaîne est Domo-kun.
Elle a participé à la production de séries d'animation comme Les Mystérieuses Cités d'or, mais aussi de films comme Solar Crisis.
La chaîne expérimente un format de vidéo ultra-haute définition.

## Histoire du groupe
- 1925 : La NHK commence à émettre en se basant sur la compagnie de radio BBC.
- 1930 : Création du NHK Science and Technical Research Laboratories.
- 1953 : Lancement de sa propre chaîne de télévision.
- 1960 : Apparition de la couleur.
- 1987 : début de la diffusion par satellite.

## Organisation

### Direction
- Shigeo Fukuchi : Directeur général.
- Hideo Okuda : Acquisitions.
- Sayumi Horie-Torimoto, Kagari Tajima : Responsable des coproductions.
- Takuhito Tanigaki : Directeur de la programmation[6].

### Financement

#### Revenus
Par foyer, la redevance annuelle s'élève à environ ¥15000 pour la télévision terrestre et environ ¥11000 de plus pour la diffusion par satellite. Les autres revenus sont les suivants:
| Département                                                      | le revenu (\ milliards) |
| ---------------------------------------------------------------- | ----------------------- |
| Frais de licence perçus auprès des ménages                       | 506.4                   |
| Frais de réception supplémentaires pour Télévision par satellite | 193.2                   |
| Subventions gouvernementales                                     | 03.5                    |
| Autre revenu                                                     | 013.5                   |
| Total                                                            | 716.8                   |

#### Dépenses
La répartition des dépenses pour l'exercice 2018 est la suivante:
| Service                                    | 2017 coût total (\ milliards) | Comparaison avec 2016/17 (\ milliards) |
| ------------------------------------------ | ----------------------------- | -------------------------------------- |
| General TV (including regions)             | 285.1                         | 0 - 1.9                                |
| Educational TV                             | 063.1                         | 0 - 1.7                                |
| Télévision par satellite 1                 | 082.0                         | 0 +0.3                                 |
| Télévision par satellite Prime             | 053.6                         | 0 - 0.3                                |
| Diffusion de tests 4K, 8K, Super Hi-Vision | 031.8                         | 0+15.8                                 |
| NHK World TV                               | 024.6                         | 0 +0.1                                 |
| Radio                                      | 061.5                         | 0 +1.4                                 |
| NHK World Radio                            | 029.1                         | 0 - 1.3                                |
| Service internet                           | 015.6                         | 0 +1.5                                 |
| Collecte des droits de licence             | 062.8                         | 0 +3.9                                 |
| Autres dépenses internes et externes       | 281.6                         | 0-28.4                                 |
| Total                                      | 712.8                         | 0-10.8                                 |

#### Des scandales qui plombent les recettes
Mais à la suite de récents scandales, le financement de la chaîne se complique. En effet, certains membres de la direction auraient détourné l'argent de la redevance à leur compte, mais aussi truqué des notes de frais. À la suite de ces affaires, l'ancien président de la chaîne, Katsuji Ebisawa, a dû démissionner. Le nouveau président, Genichi Hashimoto, a alors reconnu qu'une mauvaise gestion des finances a conduit à ces fraudes,. 
Conséquence directe, de nombreux Japonais refusent de payer leur redevance. Lors de l'achat d'un téléviseur, le propriétaire est censé signer un contrat avec la NHK pour le paiement de la redevance. Mais plusieurs ne signent pas ce contrat (70 % des japonais seulement l'ont signé). En 2006, plus de 1 300 000 de téléspectateurs ne l'avaient pas payée, ce qui a poussé la NHK à lancer des actions en justice, chose qu'elle se refusait à faire jusque-là. Même si ces actions étaient symboliques (les condamnés se voient simplement rappeler leur devoir de paiement), ils n'étaient plus que 700 000 fin 2007 à ne pas payer la redevance.
NHK a confié les travaux de collecte des droits de réception aux entreprises privées, le relèvement du taux de collecte. En 2017, elle était 79,7 %. D'un autre côté, il est critiqué que le coût de la frais de collecte a atteint  9 % du coût total. Il y a aussi des estimations qui dépasseront 10 % si les coûts connexes sont inclus.
Une salariée décède en juillet 2013, à l'age de 31 ans, après avoir cumulé 159 heures supplémentaires en un mois pour seulement deux jours de repos.

#### Introduction en bourse de la société de perception des frais de licence
Une société qui perçoit les frais de réception de la NHK a été coté sur le marché boursier. Cette société a été critiquée pour avoir collecté de force les frais de réception des personnes socialement vulnérables, comme les ménages à faible revenu de plus de 75 ans ou les mères célibataires. De plus, dans les appartements, les condominiums et les quartiers de distribution par câble, qu’ils recueillent par la force la « frais de réception supplémentaires pour Télévision par satellite ».

### Pôles de recherches
Le groupe s'appuie entre autres sur 2 pôles de recherches :
- NHK Science and Technical Research Laboratories : travail sur les systèmes de diffusion à la pointe de la technologie. À sa création en 1930, le laboratoire compte 16 employés qui travaillent entre autres sur la qualité du son et sur le développement de la radio. Aujourd'hui, le laboratoire compte plus de 300 employés travaillant sur l'amélioration des systèmes de diffusion classiques et sur la mise en pratique des nouveaux médias[16].
- NHK Broadcasting Culture Research Institute.

## Périmètre opérationnel du groupe
Le groupe comporte cinq chaînes de télévision nationales, deux chaines internationales et trois stations de radio nationales. La NHK World s'occupe de toute la diffusion internationale du groupe.
Chaînes hertziennes :
- NHK General TV : Chaîne généraliste.
- NHK Educational TV : Chaîne éducative.

Chaînes par satellite :
- BS 1 : Informations et sports.
- BS Premium : Culture et divertissement.

Chaînes internationales :
- NHK World-Japan : Chaîne d'informations 24h sur 24.
- NHK World Premium : Distribue les programmes de la NHK.

## Identité visuelle

Ancien logo de 1953 à 1962.
Ancien logo de 1962 à 1995.
Ancien logo de 1995 à mars 2020.
Ancien logo alternatif de 1995 à mars 2020.
Logo actuel depuis mars 2020.

## Quelques programmes diffusés sur la chaîne

### Animations
| - Alice au pays des merveilles (1983-1984) - Alice SOS (1998-1999) - Allison & Lillia (2008) - Azuki-chan (1995-1998) - Bakuman. (2010-2013) - Belle et Sébastien (1981-1982) - Boumbo (1985-1986) - BuBu ChaCha (2001) - Captain Future (1978-1979) - Cardcaptor Sakura (1998-2000) - Cendrillon (1996) - Conan, le fils du futur (1978) - Corrector Yui (1999-2000) - Deko Boko Friends (depuis 2005) - Dennō coil (2007) - Fushigi no umi no Nadia (1990-1991) - Futatsu no Spica (2003-2004) - Karakuri kiden Hiwou senki (2000-2001) - King of Bandit Jing (2002) - Kyō kara maō! (2004-2006) - L'Académie d'Alice (2004-2005) - La Légende de Zorro (1996-1997) | - La Reine des neiges (2005) - Les Aventures de Robin des Bois (1990-1992) - Les douze royaumes (2002-2003) - Les Mystérieuses Cités d'or (1982-1983) - Macross Plus (1994) - MAJOR (depuis 2004) - Montana Jones (1994-1995) - Morizzo and Kiccoro (2005 Aichi World Expo season) - Mujin wakusei Survive (2003-2004) - Nintama Rantaro (depuis 1993) - Oniisama he (1991-1992) - Planetes (2003-2004) - Piano no mori (2018) - Radiant (2018) - Saiunkoku monogatari (2006-2008) - Seirei no moribito (2007) - Shirasu Jiro (2009) - Snow Princess - Sous le signe des Mousquetaires (1987-1989) - Tsubasa -RESERVoir CHRoNiCLE- (2005-2006) - UFO Baby (2000-2002) - YAT Anshin! Uchū Ryokō (1996-1998) - Zettai shōnen (2004-2005) |

### Autres émissions
- Eigo de Shabera Night (depuis 2002)
- J-Melo (depuis 2005)
- Kaitai-Shin Show (depuis 2006)
- Kōhaku Uta Gassen (depuis 1951)
- Minna no Uta (depuis 1961)
- LIFE! jinsei ni sasageru conte (depuis 2012)
- E Télé 2355 (depuis 2010)

## Galerie

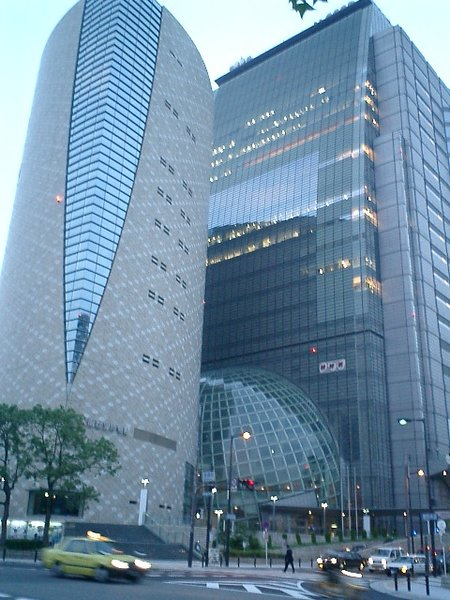
NHK à Osaka
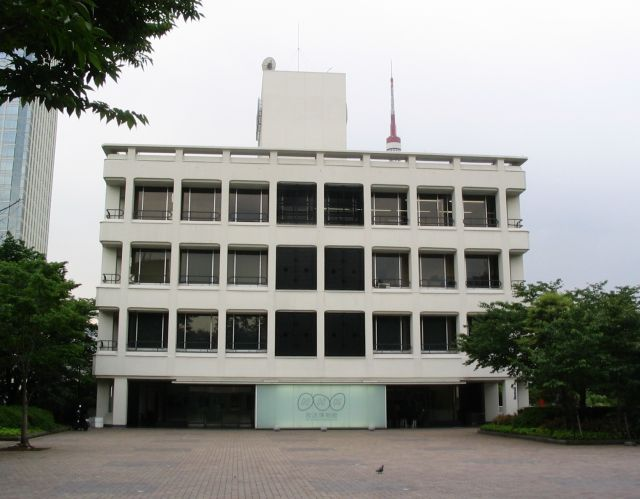
Musée de la NHK
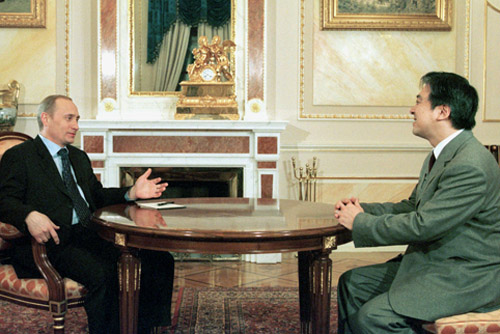
Le président russe Vladimir Poutine interviewé sur le plateau de la NHK en 2001.